# Okrutne ulice
Okrutne ulice (ang. EZ Streets, 1996–1997) – amerykański serial sensacyjny stworzony przez Paula Haggisa.
Światowa premiera serialu miała miejsce 27 października 1996 roku na antenie CBS. Na kanale zostało miało zostać wyemitowane 9 odcinków, jednakże zostało wyemitowanych 8 odcinków. Ostatni odcinek miał się pojawić 9 kwietnia 1997 roku, ale nie został wyemitowany. Emisja zakończyła się 2 kwietnia 1997 roku. W Polsce serial nadawany był na kanale TV4.

## Obsada
- Ken Olin jako detektyw Cameron Quinn
- Joe Pantoliano jako Jimmy Murtha
- Jason Gedrick jako Danny Rooney
- R.D. Call jako Michael "Fivers" Dugan
- John Finn jako kapitan Geary
- Debrah Farentino jako Theresa Conners
- Richard Portnow jako detektyw Frank Collero
- Carl Lumbly jako Major Christian Davidson
- Sarah Trigger jako Elli Rooney
- Andrew Divoff jako Andre "Frenchie" Desormeaux
- Mike Starr jako Mickey Kinnear
- Robert Spillane jako Bobby

## Spis odcinków
| N/o            | Tytuł angielski               |
| -------------- | ----------------------------- |
|                |                               |
| SERIA PIERWSZA |                               |
|                |                               |
| 01             | Pilot                         |
|                |                               |
| 02             | Every Picture Tells a Story   |
|                |                               |
| 03             | A Terrible Beauty             |
|                |                               |
| 04             | St. Jude Took a Bullet        |
|                |                               |
| 05             | Every Dog Has Its Day         |
|                |                               |
| 06             | One Acquainted with the Night |
|                |                               |
| 07             | On the Left Side of the Angel |
|                |                               |
| 08             | A Ceremony of Innocence       |
|                |                               |
| 09             | Neither Have I Wings to Fly   |
|                |                               |